# Dekanat kartuski
Dekanat Kartuzy – jeden z 30 dekanatów w rzymskokatolickiej diecezji pelplińskiej. Dziekanem dekanatu jest ks. Piotr Krupiński.

## Parafie
W skład dekanatu wchodzi 13 parafii:
- Parafia Chrystusa Króla Wszechświata – Borowo
- Parafia św. Apostołów Piotra i Pawła – Chmielno
- Parafia Trójcy Świętej i Wszystkich Świętych – Goręczyno
- Parafia Niepokalanego Poczęcia Najświętszej Maryi Panny – Grzybno
- Parafia Nawiedzenia Najświętszej Maryi Panny – Hopowo
- Parafia św. Kazimierza – Kartuzy
- Parafia św. Wojciecha – Kartuzy
- Parafia Wniebowzięcia Najświętszej Maryi Panny – Kartuzy
- Parafia św. Michała Archanioła – Kiełpino
- Parafia Matki Boskiej Częstochowskiej – Prokowo
- Parafia św. Andrzeja Apostoła – Przodkowo
- Parafia Narodzenia Najświętszej Maryi Panny – Sianowo
- Parafia Przemienienia Pańskiego i Najświętszej Maryi Panny Królowej Polski – Somonino

## Sąsiednie dekanaty
Kielno (archidiec. gdańska), Kolbudy (archidiec. gdańska), Kościerzyna, Luzino (archidiec. gdańska), Sierakowice, Stężyca, Żukowo (archidiec. gdańska)